# Kasachstan beim Junior Eurovision Song Contest
Teilnehmende Rundfunkanstalt

Erste Teilnahme
2018
Bisher letzte Teilnahme
2022
Anzahl der Teilnahmen
5 (Stand 2022)
Höchste Platzierung
2 (2019, 2020)
Höchste Punktzahl
227 (2019)
Niedrigste Punktzahl
47 (2022)
Punkteschnitt (seit erstem Beitrag)
143,6 (Stand 2022)
Punkteschnitt pro abstimmendem Land im 12-Punkte-System
4,36 (Stand 2018)
Dieser Artikel befasst sich mit der Geschichte von Kasachstan als Teilnehmer am Junior Eurovision Song Contest.

## Vorentscheide
Der erste kasachische Vorentscheid fand am 22. September 2018 statt. Der Teilnehmer für 2019 wurde intern bestimmt, wurde aber bei der Vorentscheidung 2018 bereits Dritter.

## Teilnahme am Wettbewerb
Mit der Bekanntgabe der offiziellen Teilnehmerliste durch die EBU am 25. Juli 2018 wurde auch das kasachische Debüt bei einer Eurovisions-Veranstaltung veröffentlicht. Ähnlich dem Sender SBS aus Australien ist der Sender Khabar nur assoziiertes Mitglied der EBU, das nur auf Einladung hin an einem ESC teilnehmen darf.
Der Sender übertrug bereits den Wettbewerb 2017 live und entsandte 2013 und 2017 eine eigene Delegation zum Austragungsort. Khabar ist seit dem Januar 2016 ein assoziiertes EBU-Mitglied.
Aufgrund der beiden Amtssprachen Kasachisch und Russisch haben die Teilnehmer aus Kasachstan ähnlich denen aus Belarus und Malta die Möglichkeit, zwischen mehreren Sprachen zu wählen.
Am 6. Juni 2023 gab der kasachische Khabar bekannt, dass man 2023 erstmals seit dem Debüt nicht am Wettbewerb teilnehmen werde. Man hoffe jedoch auf eine Rückkehr 2024.

## Liste der Beiträge
| Jahr | Interpret                            | Titel Musik (M) und Text (T)                                                                     | Sprache                  | Übersetzung              | Platz Teilnehmer (gesamt) | Punkte                   |
| ---- | ------------------------------------ | ------------------------------------------------------------------------------------------------ | ------------------------ | ------------------------ | ------------------------- | ------------------------ |
| 2018 | Danelija Tuleschowa Данэлия Тулешова | Ózińe sen (Өзіңе сен) (Kamila Dairowa, Danelija Tuleschowa, Artjom Kuzmenkow, Iwan Lopukhow)     | Kasachisch, Englisch     | Die Zeit an sich reißen  | 6 / 20                    | 171                      |
| 2019 | Yerzhan Maksim Ержан Максим          | Armanyńnan qalma (Арманыңнан Қалма) (Khamit Shangaliyev, Aldabergenow Danijar, Timur Balimbetow) | Kasachisch, Englisch     | Die Ruhe deiner Stimme   | 2 / 19                    | 227                      |
| 2020 | Karakat Başanowa Каракат Башанова    | Forever (Khamit Shangaliyev)                                                                     | Kasachisch, Englisch     | Für immer                | 2 / 12                    | 152                      |
| 2021 | Alinur Khamzin & Beknur Zhanibek     | Ертегі әлемі (Nurbolat Qanay, Nurbolat Qanay, Ferran Aguilar)                                    | Kasachisch, Französisch  | Märchenwelt              | 8 / 19                    | 121                      |
| 2022 | David Charlin                        | Jer-Ana (Jordan Arakelyan, Serzhan Bakhitzhan, Khamit Shangaliyev)                               | Kasachisch, Englisch     | Mutter Erde              | 15 / 16                   | 47                       |
| 2023 | Auf Teilnahme verzichtet             | Auf Teilnahme verzichtet                                                                         | Auf Teilnahme verzichtet | Auf Teilnahme verzichtet | Auf Teilnahme verzichtet  | Auf Teilnahme verzichtet |